# 러시아 사회정치사 국가문서보관소

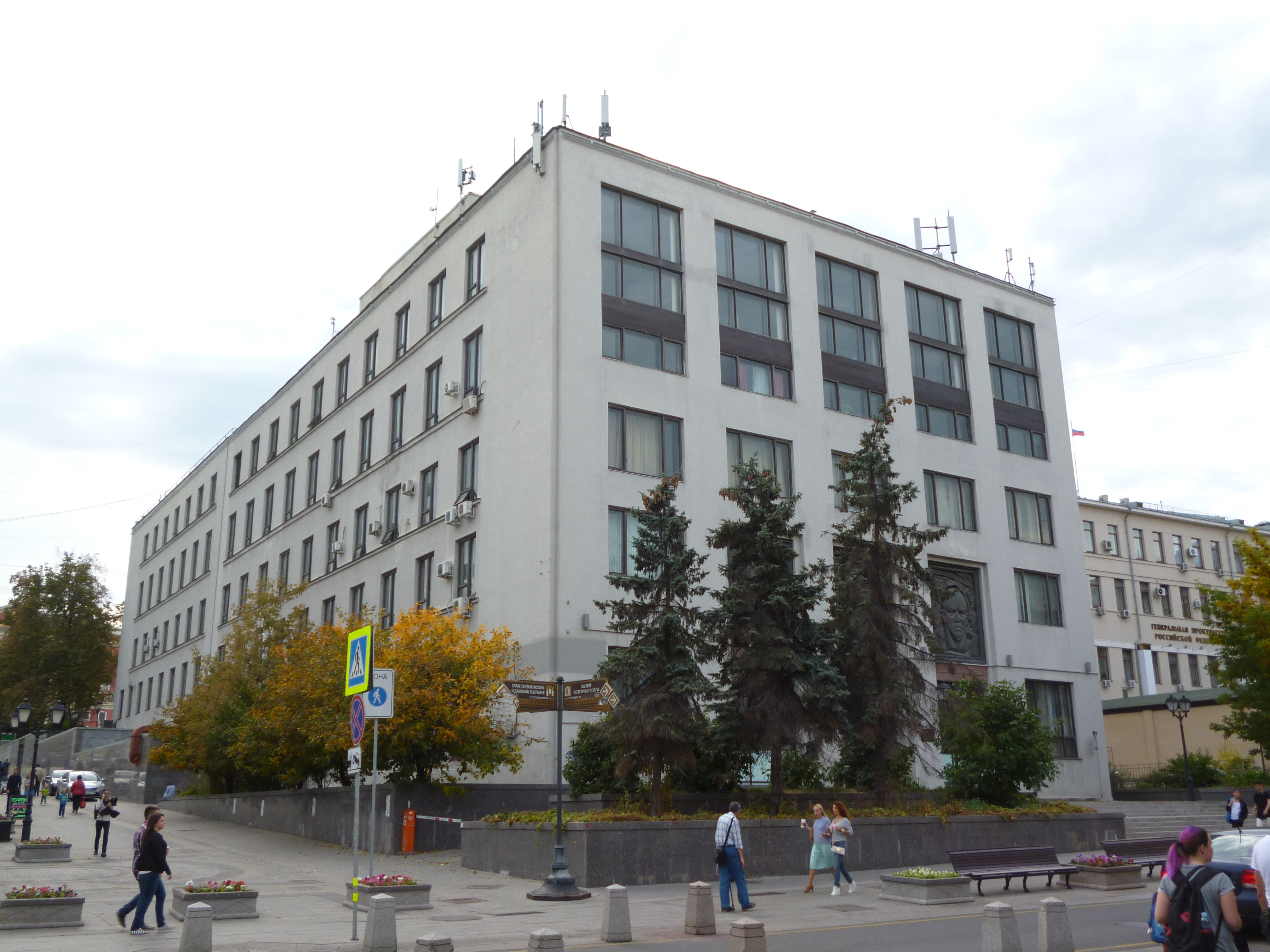
2015년경 RGASPI가 위치한 모스크바 트베르스카야 광장의 건물

러시아 사회정치사 국가문서보관소(러시아어: Российский государственный архив социально-политической истории (РГАСПИ), RGASPI, Russian State Archive of Socio-Political History)는 모스크바에 기반을 둔 러시아 국립 문서보관소로, 1952년 이전의 소련 공산당 (CPSU) 기록을 보관하고 있다. 이 기관은 로스아르히프에서 관리한다. 1999년에 러시아 최신 역사 문서 보존 및 연구 센터(RTsKhIDNI, 러시아어: Российский центр хранения и изучения документов новейшей истории (РЦХИДНИ)와 청년 조직 문서 보존 센터(러시아어: Центр хранения документов молодежных организаций (ЦХДМО))라는 두 개의 다른 문서보관소를 합병하여 설립되었다.
이 기록 보관소에는 니콜라이 부하린, 펠릭스 제르진스키, 라자리 카가노비치, 미하일 칼리닌, 레프 카메네프, 세르게이 키로프, 게오르기 말렌코프, 아나스타스 미코얀, 뱌체슬라프 몰로토프, 이오시프 스탈린, 레프 트로츠키, 그리고리 지노비예프 등 주요 공산주의 및 소련 지도자들의 개인 문서뿐만 아니라 게오르기 플레하노프와 같은 러시아 비볼셰비키 마르크스주의 사상가들의 문서도 많이 포함되어 있다.

## 같이 보기
- 소비에트연방공산당 중앙위원회부설 마르크스-레닌주의 연구원
- 베노나 프로젝트